# Unravel (ゲーム)
『Unravel』（アンラベル）は、スウェーデンのゲーム会社Coldwood Interactiveによって開発されたインディーゲームである。販売パッケージングはエレクトロニック・アーツが行い、PS4やWindows用Origin、Xbox Oneでダウンロード販売される。
タイトルの「Unravel」は「解きほぐす」を意味しており、赤い毛糸でできた主人公の「ヤーニー」が毛糸を解きほぐしながら進んでいくアクションパズルゲームである。
2018年には、続編『Unravel Two』が発売された。

## 概要
主人公の名前はヤーニー。赤い毛糸で編まれた、りんごサイズの小さなぬいぐるみである。体中全て毛糸で出来たヤーニーだが、まるで生きているかのように感情を持ち、走ったりジャンプして移動もできる。
ゲーム内では、普段我々が日常的かつ小さく見えるものが、小さな彼にはとても巨大に見えている。そんな人々の日常という壮大な世界を冒険する物語である。舞台はスウェーデンで、山や海などの自然や動物たちがリアルに表現されている。
無料体験版も配信されており、最初のステージ「アザミと雑草」のみプレイ可能。セーブデータは製品版に継承可能。

## ストーリー
昔ある日、ある一軒家に一人のお婆さんが住んでいた。お婆さんは壁に飾られた赤ちゃんのフォトフレームを手直しし、窓の外を眺めていたりした。しばらくしてお婆さんは、毛糸が山積みになったバスケットを持って二階に上がったが、そのうち一つの赤色の毛糸が落っこちてしまった。その赤い毛糸からヤーニーが生まれた。
ヤーニーはこの家の家族を知るために、関係する場所へ向かい、家族のさまざまな記憶を探す旅に出かける事になった。初めのうちは、海岸へ行ったり山を登ったりと、楽しい思い出でいっぱいだった。しかし時が経つにつれて、田舎は工業地帯へ開発されたり、有毒廃棄物で町が汚染されたり、しまいにはお婆さんの夫が心臓発作で亡くなるなど、暗い思い出の現実が突きつけられる事となった。
ちなみにヤーニーの赤い毛糸は「愛」を意味しており、愛するものから遠ざかるにつれて毛糸がほどけていく設定である。

## ゲームシステム
世界を横から見たサイドビューのアクションゲームである。毛糸をほどきながら右方向に進行して行くが、長さが足りなくなると進めなくなる。ステージ内には毛糸のかたまりが存在しており、そこから毛糸を補充することでさらに先に進めるようになる。フック可能なポイントに毛糸を投げ縄のように投げることで、その場所に上ることができる。また、複数のフックポイントに毛糸を結び付けることで毛糸の橋を作り、その上で弾性を利用してトランポリンのようにジャンプすることができる。マップ内に存在するリンゴや空き缶などの物体を運ぶことで、仕掛けを動作させ、先に進んでいく。